# Pauh Ranap
Pauh Ranap is een bestuurslaag in het regentschap Indragiri Hulu van de provincie Riau, Indonesië. Pauh Ranap telt 6258 inwoners (volkstelling 2010).